# Wimbledon 1983
De 97e editie van het Britse grandslamtoernooi, Wimbledon 1983, werd gehouden van maandag 20 juni tot en met zondag 3 juli 1983. Voor de vrouwen was het de 90e editie van het graskampioenschap. Het toernooi werd gespeeld bij de All England Lawn Tennis and Croquet Club in de wijk Wimbledon van de Britse hoofdstad Londen.
Op de eerste zondag tijdens het toernooi (Middle Sunday) werd traditioneel niet gespeeld.
Het toernooi van 1983 trok 360.442 toeschouwers. De All England Lawn Tennis and Croquet Club boekte met het toernooi van 1983 een brutowinst van 2,7 miljoen pond. De nettowinst bedroeg 1,8 miljoen pond, dit bedrag werd gebruikt om het Britse tennis in al zijn geledingen te ontwikkelen.

## Belangrijkste uitslagen
Mannenenkelspel

Finale: John McEnroe (Verenigde Staten) won van Chris Lewis (Nieuw-Zeeland) met 6-2, 6-2, 6-2
Vrouwenenkelspel

Finale: Martina Navrátilová (Verenigde Staten) won van Andrea Jaeger (Verenigde Staten) met 6-0, 6-3
Mannendubbelspel

Finale: John McEnroe (Verenigde Staten) en Peter Fleming (Verenigde Staten) wonnen van Tim Gullikson (Verenigde Staten) en Tom Gullikson (Verenigde Staten) met 6-4, 6-3, 6-4
Vrouwendubbelspel

Finale: Martina Navrátilová (Verenigde Staten) en Pam Shriver (Verenigde Staten) wonnen van Rosie Casals (Verenigde Staten) en Wendy Turnbull (Australië) met 6-2, 6-2
Gemengd dubbelspel

Finale: Wendy Turnbull (Australië) en John Lloyd (Groot-Brittannië) wonnen van Billie Jean King (Verenigde Staten) en Steve Denton (Verenigde Staten) met 6-7, 7-6, 7-5
Meisjesenkelspel

Finale: Pascale Paradis (Frankrijk) won van Patricia Hy (Hongkong) met 6-2, 6-1
Meisjesdubbelspel

Finale: Patty Fendick (Verenigde Staten) en Patricia Hy (Hongkong) wonnen van Carin Anderholm (Zweden) en Helena Olsson (Zweden) met 6-1, 7-5
Jongensenkelspel

Finale: Stefan Edberg (Zweden) won van John Frawley (Australië) met 6-3, 7-6
Jongensdubbelspel

Finale: Mark Kratzmann (Australië) en Simon Youl (Australië) wonnen van Mihnea-Ion Năstase (Roemenië) en Olli Rahnasto (Finland) met 6-4, 6-4

## Toeschouwersaantallen en bezoekerscapaciteit
|           |        | Eerste week |         | Tweede week |
| --------- | ------ | ----------- | ------- | ----------- |
| Maandag   |        | 27.381      |         | 33.490      |
| Dinsdag   | 29.155 | 29.485      |         |             |
| Woensdag  | 36.910 | 25.071      |         |             |
| Donderdag | 36.358 | 21.978      |         |             |
| Vrijdag   | 34.255 | 20.561      |         |             |
| Zaterdag  | 31.206 | 19.435      |         |             |
| Zondag    | –      | 15.157      |         |             |
| Totaal    |        | 360.442     | 360.442 | 360.442     |

|  | = slecht weer (meer dan twee uur niet gespeeld) |
|  | = gehele dag niet gespeeld, vanwege de regen    |

| Baan                           | Zitplaatsen                    | Staanplaatsen                  |                                | Baan                           | Zitplaatsen   |
| ------------------------------ | ------------------------------ | ------------------------------ | ------------------------------ | ------------------------------ | ------------- |
| Centre Court                   | 11.539                         | 2.100                          |                                | Court No. 9                    | –             |
| Court No. 1                    | 6.286                          | 1.500                          | Court No. 10                   | –                              |               |
| Court No. 2                    | 2.020                          | 1.000                          | Court No. 11                   | –                              |               |
| Court No. 3                    | 800                            | –                              | Court No. 12                   | –                              |               |
| Court No. 4                    | –                              | –                              | Court No. 13                   | 1.450                          |               |
| Court No. 5                    | –                              | –                              | Court No. 14                   | 1.000                          |               |
| Court No. 6                    | 250                            | –                              | Court No. 15                   | –                              |               |
| Court No. 7                    | 250                            | –                              | Court No. 16                   | –                              |               |
| Court No. 8                    | –                              | –                              | Court No. 17                   | –                              |               |
| Totaal zitplaatsen             | Totaal zitplaatsen             | Totaal zitplaatsen             | Totaal zitplaatsen             | Totaal zitplaatsen             | 23.595        |
| Totaal staanplaatsen           | Totaal staanplaatsen           | Totaal staanplaatsen           | Totaal staanplaatsen           | Totaal staanplaatsen           | 4.600         |
|                                |                                |                                |                                |                                |               |
| Bezoekerscapaciteit tennispark | Bezoekerscapaciteit tennispark | Bezoekerscapaciteit tennispark | Bezoekerscapaciteit tennispark | Bezoekerscapaciteit tennispark | 31.000-32.000 |

1877 · 1878 · 1879 · 1880 · 1881 · 1882 · 1883 · 1884 · 1885 · 1886 · 1887 · 1888 · 1889 · 1890 · 1891 · 1892 · 1893 · 1894 · 1895 · 1896 · 1897 · 1898 · 1899 · 1900 · 1901 · 1902 · 1903 · 1904 · 1905 · 1906 · 1907 · 1908 · 1909 · 1910 · 1911 · 1912 · 1913 · 1914 · 1915–1918 · 1919 · 1920 · 1921 · 1922 · 1923 · 1924 · 1925 · 1926 · 1927 · 1928 · 1929 · 1930 · 1931 · 1932 · 1933 · 1934 · 1935 · 1936 · 1937 · 1938 · 1939 · 1940–1945 · 1946 · 1947 · 1948 · 1949 · 1950 · 1951 · 1952 · 1953 · 1954 · 1955 · 1956 · 1957 · 1958 · 1959 · 1960 · 1961 · 1962 · 1963 · 1964 · 1965 · 1966 · 1967
↓ open tijdperk ↓
1968 (m-v-md-vd-gd) · 1969 (m-v-md-vd-gd) · 1970 (m-v-md-vd-gd) · 1971 (m-v-md-vd-gd) · 1972 (m-v-md-vd-gd) · 1973 (m-v-md-vd-gd) · 1974 (m-v-md-vd-gd) · 1975 (m-v-md-vd-gd) · 1976 (m-v-md-vd-gd) · 1977 (m-v-md-vd-gd) · 1978 (m-v-md-vd-gd) · 1979 (m-v-md-vd-gd) · 1980 (m-v-md-vd-gd) · 1981 (m-v-md-vd-gd) · 1982 (m-v-md-vd-gd) · 1983 (m-v-md-vd-gd) · 1984 (m-v-md-vd-gd) · 1985 (m-v-md-vd-gd) · 1986 (m-v-md-vd-gd) · 1987 (m-v-md-vd-gd) · 1988 (m-v-md-vd-gd) · 1989 (m-v-md-vd-gd) · 1990 (m-v-md-vd-gd) · 1991 (m-v-md-vd-gd) · 1992 (m-v-md-vd-gd) · 1993 (m-v-md-vd-gd) · 1994 (m-v-md-vd-gd) · 1995 (m-v-md-vd-gd) · 1996 (m-v-md-vd-gd) · 1997 (m-v-md-vd-gd) · 1998 (m-v-md-vd-gd) · 1999 (m-v-md-vd-gd) · 2000 (m-v-md-vd-gd) · 2001 (m-v-md-vd-gd) · 2002 (m-v-md-vd-gd) · 2003 (m-v-md-vd-gd) · 2004 (m-v-md-vd-gd) · 2005 (m-v-md-vd-gd) · 2006 (m-v-md-vd-gd) · 2007 (m-v-md-vd-gd) · 2008 (m-v-md-vd-gd) · 2009 (m-v-md-vd-gd) · 2010 (m-v-md-vd-gd) · 2011 (m-v-md-vd-gd) · 2012 (m-v-md-vd-gd) · 2013 (m-v-md-vd-gd) · 2014 (m-v-md-vd-gd) · 2015 (m-v-md-vd-gd) · 2016 (m-v-md-vd-gd) · 2017 (m-v-md-vd-gd) · 2018 (m-v-md-vd-gd) · 2019 (m-v-md-vd-gd) · 2020 · 2021 (m-v-md-vd-gd) · 2022 (m-v-md-vd-gd) · 2023 (m-v-md-vd-gd) · 2024 (m-v-md-vd-gd)
Lijst van Wimbledonwinnaars · Toernooien per editie